# Lamelarin D
Lamelarin D je látka ze skupiny lameralinů, pyrrolových alkaloidů, poprvé izolovaných v roce 1985 z mořských plžů rodu Lamellaria. Je popsáno přes 70 lamelarinů a podobných sloučenin, jako jsou ningaliny, lukianoly, polycitony, a storniamidy.

## Biologické účinky
Lameraliny mají mnoho různých účinků, působí například jako inhibitory integrázy HIV-1 , nebo jako antibiotika. Lamelarin D vykazuje silné cytotoxické působení vůči nádorovým buňkám a působí jako inhibitor topoizomerázy I.

## Struktura
Lamelariny obsahují centrální pyrrolový kruh, na který jsou v polohách 3 a 4 navázány polyhydroxy- nebo methoxyfenoly. Rozdělují se na dvě skupiny, podle toho, jestli je nebo není pyrrolový kruh kondenzovaný s jiným kruhem.

## Příprava
Lamelariny byly připraveny mnoha vědeckými skupinami.

## Přípravy lamelarinů

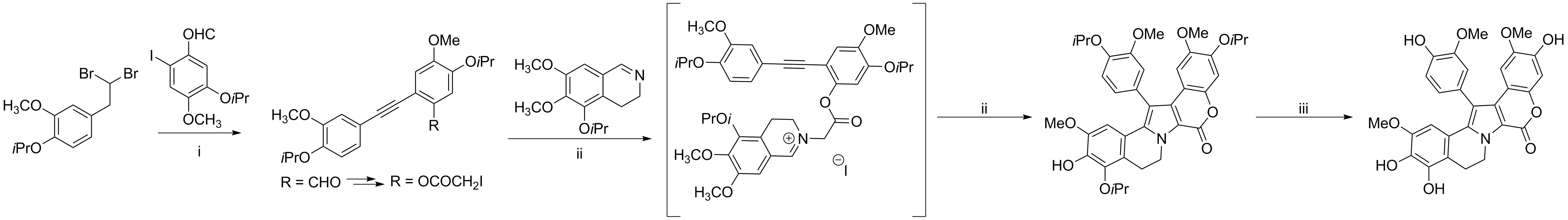
Banwellova příprava lamelarinu K: (i) n-BuLi, THF, -78 °C, 0,83 h; ZnCl_{2}, -78 °C → 18 °C, 1 h; aryljodid, Pd(PPh_{3}), 18 °C, 4 h (ii) ClCH_{2}CH_{2}Cl, 18 °C, 7 h; N,N-diisopropylethylamin, 83 °C, 32 h (iii) AlCl_{3}, CH_{2}Cl_{2}, 18 °C, 2 h

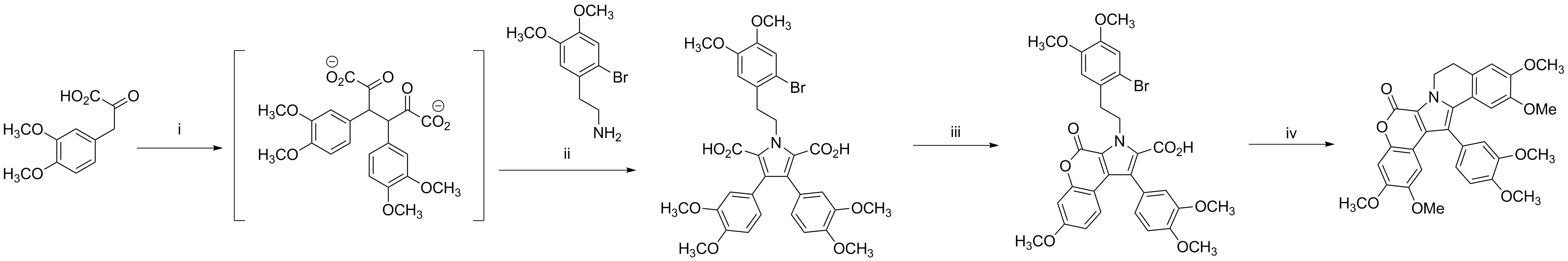
Steglichova příprava trimethyletheru lamelarinu G: (i) 1. -70 °C, 2 eq. nBuLi; 2. 0,5 eq. I_{2}, -70 °C → pokojová teplota (ii) Molekulová síta, 12 h, pokojová teplota (iii) EtOAc, 1 eq. Pb(OAc)_{4}, reflux (iv) CH_{3}CN, PPh_{3}, NEt_{3}, Pd(OAc)_{2}

### Steglichova syntéza trimethyletheru lamelarinuG
Steglichova syntéza spočívá v oxidačním párování dvou benzylových uhlíků a Paalově–Knorrově syntéze pyrrolů.

### Banwellova syntéza lamelarinuK
Banwellova syntéza lamelarinu K je založena na vnitromolekulární cyklizaci azomethinylidu.